# Kakaószínű fakógomba
A kakaószínű fakógomba (Hebeloma theobrominum) a Hymenogastraceae családba tartozó, Európában honos, lombos- és tűlevelű erdőkben élő, nem ehető gombafaj.

## Megjelenése
A kakaószínű fakógomba kalapja 4-8 (12) cm széles, alakja domború, idősen laposan kiterül, közepén néha széles púp lehet. Széle öregen hullámos. Felszíne sima, nedvesen nyálkás. Színe okkerbarna, rózsásbarna, sötét téglabarna vagy narancsbarna; néha - különösen a szélén - szürkén hamvas. 
Húsa kemény, fehéres vagy krémszínű. Szaga édeskés, kakaóra emlékeztet (vagy retekszerű), íze keserű.  
Sűrű lemezei tönkhöz nőttek, élük finoman fűrészes.Színük fiatalon fehéres, majd rózsásbarna, idősen sötétbarna; élük halvány.  
Tönkje max. 7 cm magas és 1,5 cm vastag. Alakja egyenletesen hengeres, néha a tövénél megvastagodott. Színe fehéres vagy halvány rózsásbarna, a csúcsán világosabb. Felszíne finoman szálas-pikkelyes. 
Spórapora vörösbarna. Spórája ellipszis vagy mandula alakú, finoman szemölcsös, mérete 8-11 x 4-5,5 µm.

### Hasonló fajok
A retekszagú fakógomba, a kakaószagú fakógomba, a tehénbarna fakógomba, a sötétlábú fakógomba vagy a szenes fakógomba hasonlít hozzá. 

## Elterjedése és élőhelye
Európában honos. 
Főleg fenyvesekben, ritkábban lomberdőkben található meg, inkább meszes talajon. Nyáron és ősszel terem.
Nem ehető.